# توفيق الجبالي
توفيق الجبالي (ولد عام 1944 بقصر هلال) ممثل ومخرج مسرحي تونسي، وهو مؤسس فضاء التياترو عام 1987 ومديره الفني. درس فن المسرح بتونس وفرنسا.

## أعماله[2]

### المسرح
- قاسم عزاز للمخرج محمد إدريس (باريس، 1971)، كمشارك في كتابة النص وكممثل.
- 1980، تمثيل كلام، كمشارك في كتابة النص وكممثل.
- 1982، عشق آباد، كمشارك في كتابة النص وكممثل.
- 1987، مذكرات ديناصور، كمترجم النص وكممثل.
- 1990، كلام الليل (1 إلى 9)، كممثل وكمخرج مسرحي.
- 1997 - 1998، عطيل، كمخرج مسرحي.
- 1999، ضد مجهول، ككاتب وكمخرج مسرحي.
- 2000، غسالة النوادر، ككاتب وكمخرج مسرحي.
- 2001، المجنون، كمخرج مسرحي.
- 2001، هنا تونس، ككاتب وكمخرج مسرحي.
- 2003، أربع ساعات في شاتيلا، ككاتب ومخرج مسرحي.
- 2004، كلام الليل 11 يسطو عليها لصوص بغداد، كممثل ومخرج وكاتب وكمخرج مسرحي.
- 2007، مسألة حياة، ككاتب وكمخرج مسرحي.
- 2008، رسالة إلى الممثلين، نص ڥالير نوڥارينا والإخراج المسرحي لتوفيق الجبالي.
- 2009، مانيفيستو السرور، نص علي الدوعاجي والإخراج المسرحي لتوفيق الجبالي.
- 2010، الخبز الرومي، نص جيزين دانكوارت والإخراج المسرحي لنوفل عزارة وتوفيق الجبالي.
- 2010، الناس الأخرى، كممثل وكاتب وكمخرج مسرحي.
- 2013 - 2014، كلام الليل، صفر فاصل، كممثل وكاتب وكمخرج مسرحي.
- 2015، التابعة، كممثل وكاتب وكمخرج مسرحي وهي مستوحاة من مسرحية "الطابع" لفيليب مينيانا.
- 2016، المجنون، نص جبران خليل جبران كممثل والإخراج المسرحي لتوفيق الجبالي.
- 2017 - 2018، ثلاثين وأنا حاير فيك، ككاتب وكمخرج مسرحي.

### السينما
- 1980، عزيزة للمخرج عبد اللطيف بن عمار، ككاتب حوار وككاتب سيناريو وكممثل.
- 1990، عصفور السطح للمخرج فريد بوغدير، ككاتب حوار.
- 1991 يا سلطان المدينة للمخرج المنصف الذويب، ككاتب حوار.
- 1996، الكسوة للمخرجة كلثوم برناز، ككاتب حوار.

### الإذاعة
- من 1964 إلى 1966, ممثل بالإذاعة والتلفزة التونسية.
- من 1967 إلى 1974, منتج ومنشط بمؤسسة الإذاعة والتلفزة الفرنسية.

### أعمال أخرى
- أحد مؤسسي المجموعة الفنية لنشر الثقافة العربية بفرنسا (بالفرنسية: Collectif Artistique pour la Diffusion de la Culture Arabe en France أو CADCAF)‏ بباريس (فرنسا) من 1967 إلي 1974.[3]
- شارك في تأسيس مسرح فو (بالفرنسية: Phou)‏ عام 1979.
- مؤسس فضاء التياترو عام 1987.
- عضو اللجنة الاستشارية القارة للمسرح لدى وزارة الثقافة، من 1981 إلى 1983.
- مؤسس وكاتب عام اتحاد الممثلين المحترفين (تونس)، من 1981 إلى 1983.
- المدير الفني بالتشارك لمهرجان قرطاج الدولي، من 1990 إلى 1997.
- عضو مجلس إدارة أيام قرطاج المسرحية عام 1997.

## روابط خارجية
- توفيق الجبالي على موقع IMDb (الإنجليزية)
- توفيق الجبالي على موقع قاعدة بيانات الأفلام العربية
- توفيق الجبالي على موقع ألو سيني (الفرنسية)
- توفيق الجبالي على موقع كينوبويسك (الروسية)